# Daniela Buruiană Aprodu
Daniela Buruiană Aprodu (* 19. Juli 1953 in Brăila, Rumänien) ist eine rumänische Politikerin und Mitglied des Europäischen Parlaments für die Partidul România Mare. Im Zuge der Aufnahme Rumäniens in die Europäische Union gehörte sie seit dem 1. Januar 2007 bis zum 9. Dezember 2007 dem Europäischen Parlament an und war dort Mitglied in der Fraktion Identität, Tradition, Souveränität.

## Posten als MdEP
- Mitglied im Ausschuss für Binnenmarkt und Verbraucherschutz
- Mitglied in der Delegation im Gemischten Parlamentarischen Ausschuss EU-Chile
- Stellvertreterin in der Delegation für die Beziehungen zu Belarus